# 佐鳴台
佐鳴台（さなるだい）は静岡県浜松市中央区の町名。現行行政地名は佐鳴台一丁目から佐鳴台六丁目。住居表示実施済み。

## 地理
浜松市中央区の西南部、佐鳴湖東岸に存在する住宅地。元々は森林や田畑が混在した台地で民家は点在する程度であった。1970年代に入り開発が進み、以前の面影は全くと言っていい程残っていない。また佐鳴台五丁目の北半分は元々は入野町ではなく富塚町であった。

## 歴史
- 1976年（昭和51年）1月1日 - 入野町[注釈 1]（一部西伊場町、山手町、蜆塚町、富塚町）から分離して佐鳴台一丁目～六丁目が誕生。佐鳴台の地名は公募で選ばれたと言い伝えられている。
- 1976年（昭和51年）7月 - 浜松市立佐鳴台小学校開校。
- 1986年（昭和61年）4月1日 - 浜松市立佐鳴台中学校開校。
- 2007年（平成19年）4月1日 - 浜松市が政令指定都市に移行し、佐鳴台は中区の一部となった。
- 2024年（令和6年）1月1日 - 浜松市の行政区再編により、中央区の一部となった。

## 世帯数と人口
2018年（平成30年）12月1日現在の世帯数と人口は以下の通りである。
| 丁目         | 世帯数    | 人口     |
| ------------ | --------- | -------- |
| 佐鳴台一丁目 | 647世帯   | 1,444人  |
| 佐鳴台二丁目 | 786世帯   | 1,676人  |
| 佐鳴台三丁目 | 1,624世帯 | 3,316人  |
| 佐鳴台四丁目 | 890世帯   | 1,983人  |
| 佐鳴台五丁目 | 529世帯   | 1,171人  |
| 佐鳴台六丁目 | 375世帯   | 823人    |
| 計           | 4,851世帯 | 10,413人 |

## 小・中学校の学区
市立小・中学校に通う場合、学区は以下の通りとなる。
| 丁目         | 番・番地等 | 小学校               | 中学校               |
| ------------ | ---------- | -------------------- | -------------------- |
| 佐鳴台一丁目 | 全域       | 浜松市立佐鳴台小学校 | 浜松市立佐鳴台中学校 |
| 佐鳴台二丁目 | 全域       | 浜松市立佐鳴台小学校 | 浜松市立佐鳴台中学校 |
| 佐鳴台三丁目 | 全域       | 浜松市立佐鳴台小学校 | 浜松市立佐鳴台中学校 |
| 佐鳴台四丁目 | 全域       | 浜松市立佐鳴台小学校 | 浜松市立佐鳴台中学校 |
| 佐鳴台五丁目 | 全域       | 浜松市立佐鳴台小学校 | 浜松市立佐鳴台中学校 |
| 佐鳴台六丁目 | 全域       | 浜松市立佐鳴台小学校 | 浜松市立佐鳴台中学校 |

## 施設
- サロン・ド・パリス（佐鳴台一丁目）
- 宝学園 佐鳴台入野幼稚園（佐鳴台二丁目）
- 県営佐鳴湖団地（佐鳴台三丁目）
- 浜松市立佐鳴台保育園（佐鳴台三丁目）
- 浜松市立佐鳴台小学校（佐鳴台三丁目）
- 浜松市立佐鳴台中学校（佐鳴台三丁目）
- 丸浜不動産コンサルティング（佐鳴台三丁目）
- サナルモータース（佐鳴台三丁目）
- 遠鉄ストア本社（佐鳴台四丁目）
- 浜松市立看護専門学校（佐鳴台五丁目）
- 佐鳴湖病院（佐鳴台六丁目）

※ 佐鳴台六丁目のすぐ近く（南側）、中央区入野町にイオン浜松西ショッピングセンターがある。

## 交通

### バス
- 遠鉄バス
  - 0遠州浜蜆塚線：（浜松駅 方面 - ）蜆塚遺跡西 - 佐鳴台四丁目 - 佐鳴台団地
  - 8鶴見富塚じゅんかん、8・8-33伊佐見線：（浜松駅 方面 - ）医療センター - 佐鳴台五丁目 - 佐鳴湖入口 - （富塚・安座／富塚・伊佐見・山崎 方面）
  - 8・8-22大平台線：（浜松駅 方面 - ）医療センター - 佐鳴台五丁目 - 佐鳴湖入口 - ホワイトストリート - 佐鳴湖病院前 - 佐鳴台協働センター - 佐鳴台六丁目南（ - 大平台1丁目 方面）
  - 9掛塚さなる台線：（浜松駅 方面 - ）佐鳴台坂下 - 県営住宅 - 佐鳴台一丁目 - 佐鳴台小学校 - 佐鳴台団地 - 佐鳴湖入口 - 佐鳴台五丁目 - 医療センター
  - 9・9-22大平台線：（浜松駅 方面 - ）佐鳴台坂下 - 県営住宅 - 佐鳴台一丁目 - 佐鳴台小学校（ - 佐鳴台団地 - ホワイトストリート - 佐鳴湖病院前 - 佐鳴台協働センター） - 佐鳴台六丁目南（ - 大平台1丁目 方面）

### 道路

#### 市道

##### ホワイトストリート（布橋 - 入野町）
市道泉倉松線の佐鳴台内での愛称。佐鳴台西側をカーブしながら南北に結んでいる道路で全線片側2車線が確保されている。北端は静岡県道48号のバイパス道路完成の際、布橋交差点の形が多少変更されている。南端は雄踏バイパス（静岡県道62号）と接続している。将来的に南への延長が考慮されており中央区増楽町にはJR東海道新幹線の高架が切り欠いてある。なお佐鳴台開発前からもほぼ同じルートで道幅は現在よりも狭いものの道路は通っていた。

##### オレンジストリート（鴨江三丁目（鴨江三丁目交差点） - 新橋町（静岡県道316号に接続））
市道鴨江倉松線の佐鳴台内での愛称。佐鳴台東側をカーブしながら南北に結ぶ片側２車線が確保された道路。佐鳴台成立当初の1976年（昭和51年）時点で鴨江三丁目～若林町（国道257号交点：可美小学校東交差点）まで完成したが、それより南側へは2000年代中盤になってようやく延伸工事が進んだ。なお将来的には国道1号まで延伸予定。大雨が降ると冠水し通行止になる。

##### パープルストリート（佐鳴台一丁目（グリーンストリートに接続） - 佐鳴台二丁目（ホワイトストリートに接続））
市道佐鳴台団地線の愛称。県営佐鳴湖団地の南側を通る。

##### レモンストリート（佐鳴台二丁目（グリーンストリートに接続） - 佐鳴台三丁目）
市道佐鳴台3号線の愛称。佐鳴台小学校・佐鳴台中学校の西側を通る。

##### グリーンストリート（鴨江三丁目（オレンジストリートに接続） - 佐鳴台三丁目）
市道根上り松佐鳴湖線～市道佐鳴台2号線の愛称。

## 作品

### 漫画
- 怪物王女

### 小説
- 半分の月がのぼる空（第5巻で、戒崎裕一と夏目吾郎が佐鳴台にある石川さんの家を訪れる）

## その他

### 日本郵便
- 郵便番号 : 432-8021[3]（集配局：浜松西郵便局[7]）。

### 警察
警察の管轄は以下の通りである。
| 丁目         | 番・番地等 | 警察署         | 交番・駐在所 |
| ------------ | ---------- | -------------- | ------------ |
| 佐鳴台一丁目 | 全域       | 浜松中央警察署 | 佐鳴台交番   |
| 佐鳴台二丁目 | 全域       | 浜松中央警察署 | 佐鳴台交番   |
| 佐鳴台三丁目 | 全域       | 浜松中央警察署 | 佐鳴台交番   |
| 佐鳴台四丁目 | 全域       | 浜松中央警察署 | 佐鳴台交番   |
| 佐鳴台五丁目 | 全域       | 浜松中央警察署 | 佐鳴台交番   |
| 佐鳴台六丁目 | 全域       | 浜松中央警察署 | 佐鳴台交番   |